# Oropesa (Toledo)
Oropesa är en kommun i Spanien.   Den ligger i provinsen Toledo och regionen Kastilien-La Mancha, i den centrala delen av landet, 140 km väster om huvudstaden Madrid. Antalet invånare är 2 902. Arean är 337 kvadratkilometer. Oropesa gränsar till Arenas de San Pedro, Candeleda, Alcañizo och Alcolea de Tajo. 
Terrängen i Oropesa är platt.